# Facing Future
Facing Future je drugi album havajskog glazbenika Israela Kamakawiwo'olea. Na njemu se nalaze obrade pjesama "Over the Rainbow" i "What a Wonderful World" s kojima je Iz postigao svjetski uspjeh čak i nakon smrti 1997. godine.

## Pjesme
1. Hawaii '78 Introduction – 5:05
2. Ka Huila Wai  – 3:20
3. Amaama  – 2:14
4. Panini Pua Kea  – 3:07 y
5. Take Me Home Country Road  – 4:56
  - Verzija "Take Me Home, Country Roads" - John Denver
6. Kuhio Bay  – 3:31
7. Ka Pua Ui  – 2:55
8. White Sandy Beach Of Hawaii  – 2:37
9. Henehene Kou Aka  – 4:22
10. La Elima  – 3:40
11. Pili Me Kau Manu  – 2:33
12. Maui Hawaiian Sup'pa Man  – 3:53
13. Kaulana Kawaihae  – 4:01
14. Over the Rainbow/What a Wonderful World  – 5:08
15. Hawaii '78  – 5:15